# Heteroonops spinimanus
Espèce
Synonymes
- Oonops spinimanus Simon, 1892
- Oonops bermudensis Banks, 1902
- Oonopinus hunus Suman, 1965
- Matyotia tetraspinosus Saaristo, 2001

Statut de conservation UICN

 LC  : Préoccupation mineure
Heteroonops spinimanus est une espèce d'araignées aranéomorphes de la famille des Oonopidae.

## Distribution
Cette espèce d'origine antillaise est pantropicale par introduction,.
Elle a été observée en Australie, en Nouvelle-Calédonie, aux Fidji, à Pitcairn, aux îles Cook, aux îles Marquises, à Hawaï, au Japon, aux Seychelles, à Madagascar, à Sainte-Hélène, sur l'île de l'Ascension, à Madère, aux Pays-Bas, en Allemagne, en Tchéquie, au Venezuela, en Colombie, à la Trinité, à Saint-Vincent, à Sainte-Lucie, en Saint-Christophe, à Niévès, aux îles Vierges, à Porto Rico, en Jamaïque, à Cuba, aux Bermudes, aux Bahamas, au Panama, au Costa Rica, au Mexique et en Floride aux États-Unis,.

## Description
Le mâle décrit par Platnick et Dupérré en 2009 mesure 1,64 mm et la femelle 1,83 mm.

## Systématique et taxinomie
Cette espèce a été décrite sous le protonyme Oonops spinimanus par Simon en 1892. Elle est placée dans le genre Heteroonops par Dalmas en 1916.
Oonops bermudensis a été placée en synonymie par Sierwald en 1988.
Oonopinus hunus et Matyotia tetraspinosus ont été placées en synonymie par Platnick et Dupérré en 2009.

## Publication originale
- Simon, 1892 : « On the spiders of the island of St. Vincent. Part 1. » Proceedings of the Zoological Society of London, vol. 1891, p. 549-575 (texte intégral).